# Мазун, Борис Федотович
Борис Федотович Мазун (6 ноября 1929 года, Старая Маячка — 17 января 2005 года, Ростов-на-Дону, Россия) — советский певец (бас). Народный артист РСФСР (1980), профессор Ростовской консерватории.

## Биография
Борис Федотович Мазун родился 6 ноября 1929 года в с. Старая Маячка. В годы Великой Отечественной войны был эвакуирован с родителями в Омск. В Омске учился в ФЗО, работал учеником слесаря. В 19 лет был призван в армию. Служил 4 года, в армии пел в хоре, плясал в ансамбле. После демобилизации уехал в Херсон, где учился в вечерней музыкальной школе (педагог Н. А. Кривова). В 1954 году был зачислен студентом в Музыкальное училище при Московской государственной консерватории им. П. И. Чайковского, которое окончил в 1958 году (педагог Б. М. Беркович).
В 1961 году окончил Новосибирскую государственную консерваторию имени М. И. Глинки по специальности солист-вокалист концертно-камерного плана (педагоги профессор Лия Яковлевна Хинчин, А. П. Зданович), работал в Новосибирской филармонии. Во Всесоюзном конкурсе вокалистов имени М. И. Глинки в 1960 году получил диплом за успешное участие, 1964 году — почетный диплом I степени. Лауреат Всесоюзного конкурса вокалистов имени М. П. Мусоргского.
В 1969 году уволился из Новосибирской филармонии, работал в Кемеровской филармонии. Исполнял сольные партии в симфонии № 9 Бетховена, «Патетической оратории» Свиридова, «Реквиеме» Верди, «Реквиеме» Моцарта и др. За время работы в Кемеровской филармонии совершал гастрольные поездки в Швейцарию, Исландию, Кипр, Францию, Японию, Австрию, Болгарию, Чехословакию. В 1974 году ему было присвоено звание заслуженный артист РСФСР, в 1980 году — народного артиста РСФСР.
В 1986 году по конкурсу был принят на работу в Ростовский музыкально-педагогический институт (ныне Ростовская государственная консерватория имени С. В. Рахманинова) на должность преподавателя пения. С 1987 года — доцент кафедры сольного пения, с 1992 года — профессор.
Борис Федотович Мазун скончался 17 января 2005 года.